# Інститут проблем виховання НАПН України
Інститут проблем виховання НАПН України — науково-дослідна установа Національної академії педагогічних наук України.

## Історія
Інститут утворений Національною академією педагогічних наук України в січні 1997 року, його діяльність спрямовано на теоретико-методологічні розробки, дослідно-експериментальну роботу та підготовку навчальної та методичної літератури з виховної проблематики.

## Наукова діяльність
Дослідження проводяться у двох основних напрямах:
1. Виховання як суспільне явище;
2. Науково-методичне забезпечення національної системи виховання в різних соціальних інститутах.

Особливістю наукової діяльності Інституту є інтегровані дослідження, орієнтовані на проектну організацію експерименту, переосмислення традиційних функцій педагогічної роботи вчителів, вихователів, батьків, розробку інноваційних особистісно зорієнтованих технологій, спрямованих на різнобічний розвиток дітей і учнівської молоді. На сьогодні обґрунтовано зміст і розроблено сучасні технології морально-етичного, художньо-естетичного, фізичного, екологічного, дошкільного виховання. Створено програмно-методичне забезпечення, підручники та навчальні посібники нового покоління з різних напрямів освітньої діяльності.
Створено й успішно розвиваються наукові школи загальноукраїнського рівня:
- Особистісно орієнтоване виховання дітей і молоді (керівник — І. Д. Бех, доктор психологічних наук, професор).
- Цілісне проживання дошкільником особистісного буття (керівник — О. Л. Кононко, доктор психологічних наук, професор).
- Інтегративна мистецька освіта та художньо-естетичне виховання школярів (керівник — Л. М. Масол, кандидат педагогічних наук, старший науковий співробітник).

## Структура Інституту
- лабораторія дошкільної освіти та виховання,
- лабораторія виховання у сім'ї та закладах інтернатного типу,
- лабораторія громадянського та морального виховання,
- лабораторія естетичного виховання та мистецької освіти,
- лабораторія позашкільної освіти,
- лабораторія соціальної педагогіки
- лабораторія трудового виховання та
- лабораторія фізичного розвитку та здорового способу життя, В інституті працює 71 науковий співробітник, з них 1 дійсний член Національної академії педагогічних наук України, 10 докторів наук, 8 професорів, 39 кандидатів наук, 32 старші наукові співробітники.

Функціонує докторантура та аспірантура за такими науковими спеціальностями: 13.00.05 — соціальна педагогіка, 13.00.07 — теорія та методика виховання. Діє спеціалізована вчена рада Д 26.454.01 із захисту дисертацій на здобуття наукових ступенів доктора та кандидата педагогічних наук за цими науковими спеціальностями.

## Фахові періодичні видання Інституту
- Збірник наукових праць «Теоретико-методичні проблеми виховання дітей та учнівської молоді»
- Всеукраїнський науково-методичний журнал «Мистецтво та освіта»